# Žižkova skalka
Žižkova skalka je přírodní památka ve městě Prachatice v Jihočeském kraji. Nachází se v severním sousedství historického jádra města, jen asi 100 metrů od Malého náměstí. Oblast spravuje Agentura ochrany přírody a krajiny ČR. Důvodem ochrany je selektivní denudací vypreparovaný, strmý, silně rozpukaný křemenný val, součást křemenné žíly. 

## Historie
Dle historických dokumentů byl vždy používán pouze název Skalka. V roce 1905 došlo k přejmenování na Schiller–Felsen (Schillerova skála), na skálu byla umístěna Schillerova pamětní deska, která byla odstraněna v roce 1918 a znovu se sem vrátila v letech 1938–1945. Současný název začali místní Češi používat již od roku 1918.
Protože jde o nejvyšší bod bezprostředního okolí Prachatic, byla skála v minulosti využita při útocích na město. V listopadu roku 1420 odtud pravděpodobně velel dobývání města Jan Žižka z Trocnova. V září 1620 odtud řídil obléhání Prachatic císařský generál, hrabě Karel Bonaventura Buquoy. Dokládá to obraz vlámského malíře Pietera Snayerse, který podchytil tento výjev z třicetileté války (obraz je uložen ve Vídni – jde o jedno z nejstarších vyobrazení Prachatic a okolí).
U Žižkovy skalky začíná 15 km dlouhá okružní Vyhlídková stezka kolem Prachatic a Svatopetrská naučná stezka, která je totožná s Křížovou cestou svatého Petra a Pavla.

## Galerie

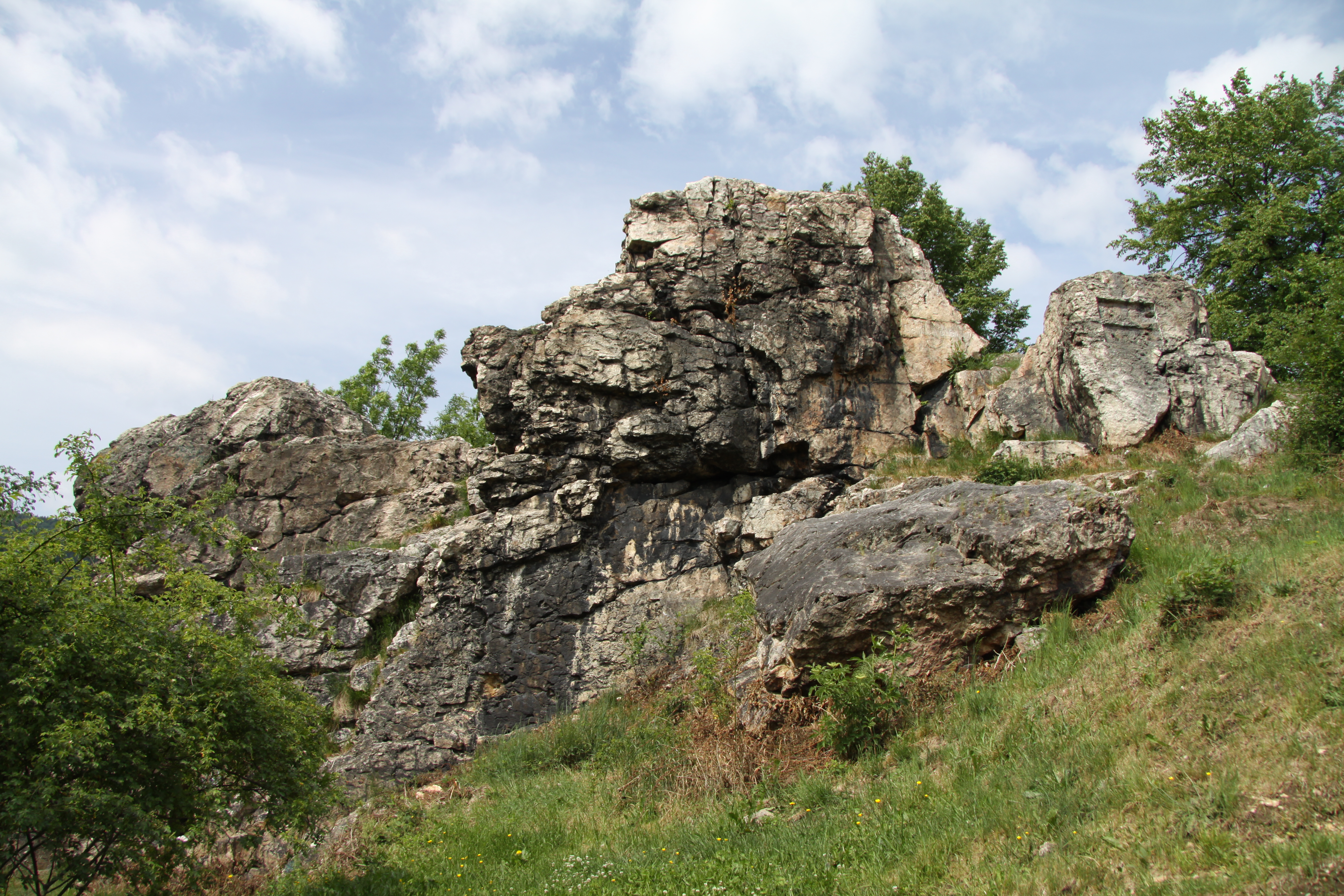
Boční pohled
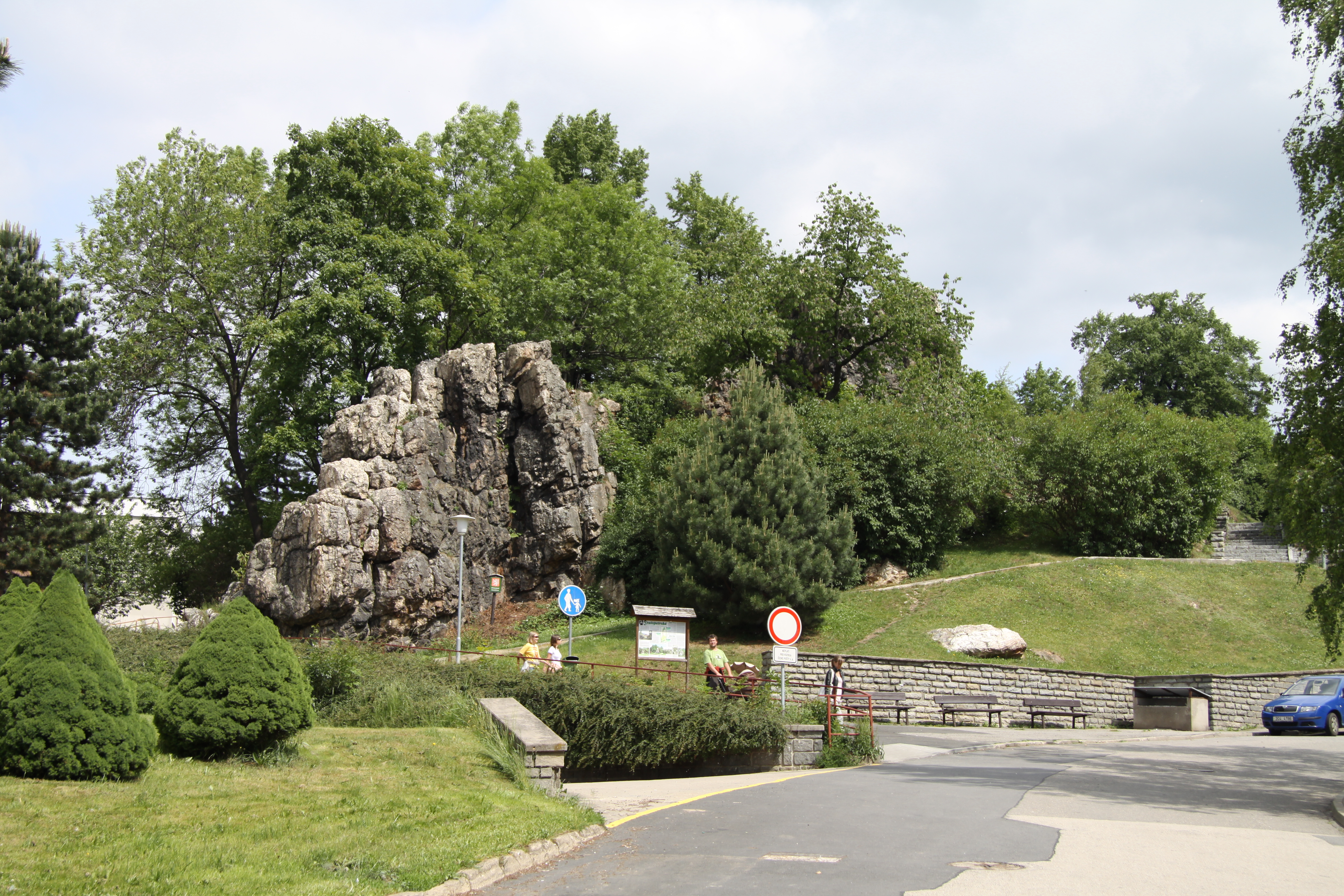
Z dálky
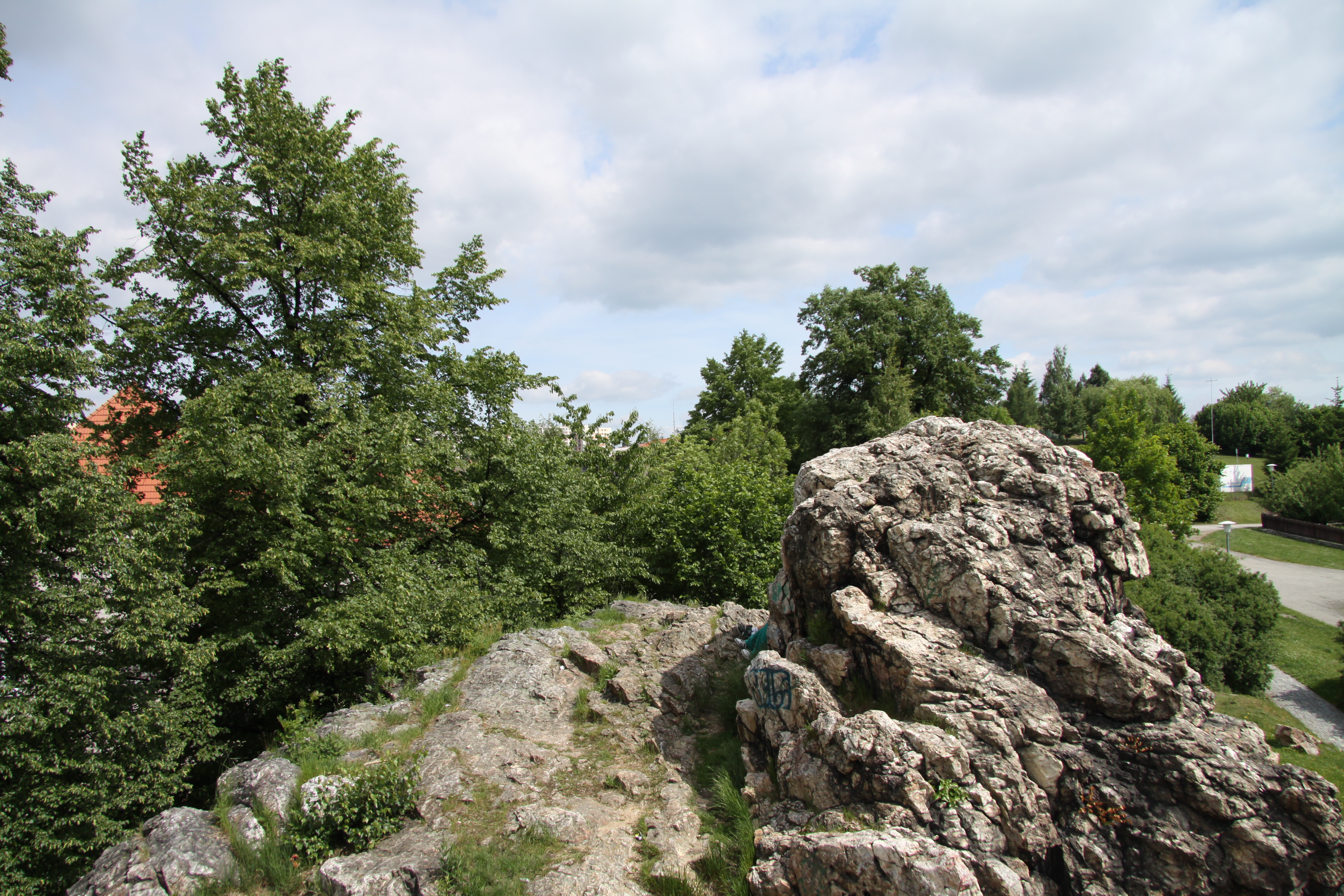
Při pohledu směrem od centra